# Eparchia sokalsko-żółkiewska
Eparchia sokalsko-żółkiewska – eparchia kościoła greckokatolickiego na Ukrainie, została utworzona w 2000 jako eparchia sokalska. W 2006 przemianowana na eparchię sokalsko-żółkiewską. Główną świątynią jest katedra Świętych Apostołów Piotra i Pawła w Sokalu. Eparchą od 2024 roku jest Petro Łoza.

## Dekanaty
Eparchia jest podzielona na 364 parafii w 16 dekanatach

- Bełzki
- Brodowski
- Buski
- Czerwonogradski
- Dubliański
- Kamionko-Bugski
- Łopatiński
- Nowojaryczewski
- Oleski
- Podkamenski
- Radechowski
- Rawsko-Ruski
- Sokalski
- Starobrodski
- Tartakowski
- Żółkiewski

## Eparchowie
- bp Mychajło Kołtun CSsR (2000–2024)
- bp Petro Łoza CSsR (od 2024)